# Notoxus parvidens
Notoxus parvidens is een keversoort uit de familie snoerhalskevers (Anthicidae). De wetenschappelijke naam van de soort is voor het eerst geldig gepubliceerd in 1932 door Fall.